# Narodowy Kongres Polski
Narodowy Kongres Polski (NKP) – polska partia polityczna o profilu katolicko-narodowym, założona 12 maja 2007 podczas Walnego Zgromadzenia Delegatów w Warszawie. Prezesem partii był Zygmunt Wrzodak (były przewodniczący Rady Politycznej Ligi Polskich Rodzin), poseł niezrzeszony w Sejmie V kadencji. Oprócz niego partia miała wówczas jeszcze jednego posła, którym był Marian Daszyk (także wybrany z listy LPR).
W obliczu nadchodzących przedterminowych wyborów parlamentarnych NKP podpisał 19 września 2007 porozumienie programowe z Samoobroną Rzeczpospolitej Polskiej, przewidujące m.in. start członków NKP z jej list. Samoobrona RP nie osiągnęła progu wyborczego.
15 grudnia 2010 NKP został wykreślony z ewidencji partii politycznych po tym, jak nie złożył sprawozdania finansowego za 2009 rok.

## Program
Głównym punktem programu Narodowego Kongresu Polski była nowelizacja konstytucji, w tym likwidacja jej 90. artykułu. Narodowy Kongres Polski był także przeciwny obecności polskich wojsk w Iraku i Afganistanie.

## Wybory do parlamentu
W wyborach parlamentarnych w 2007 kandydaci Narodowego Kongresu Polski do Sejmu otrzymali w całej Polsce 3 520 głosów, tj. 0,02% wszystkich głosów. Spośród dwunastu kandydatów tej partii najlepsze wyniki wyborcze uzyskali:
- Zygmunt Wrzodak 1728 głosów (Rzeszów)
- Marian Daszyk 872 głosy (Krosno)

Pozostali kandydaci łącznie zdobyli 920 głosów. Narodowy Kongres Polski nie wystawił w 2007 kandydatów do Senatu.
22 czerwca 2008 NKP wziął udział w wyborach uzupełniających do Senatu w okręgu krośnieńskim w związku ze śmiercią senatora PiS Andrzeja Mazurkiewicza, tworząc Komitet Wyborczy Wyborców „Kongres Polski”. Kandydat – prezes partii Zygmunt Wrzodak – otrzymał w wyborach 384 głosy, zajmując 9. miejsce spośród 12 kandydatów.